# Nature Reviews Gastroenterology & Hepatology
Nature Reviews Gastroenterology & Hepatology , abgekürzt Nat. Rev. Gastroenterol. Hepat., ist eine Fachzeitschrift, die von der Nature Publishing Group herausgegeben wird. Die Erstausgabe erschien im November 2004. Bis zum März 2009 hieß die Zeitschrift Nature Clinical Practice Gastroenterology & Hepatology. Derzeit werden zwölf Ausgaben im Jahr publiziert. Die Zeitschrift veröffentlicht Übersichtsartikel aus allen Bereichen der Gastroenterologie.
Der Impact Factor des Journals lag im Jahr 2014 bei 12,61. Nach der Statistik des ISI Web of Knowledge wird das Journal mit diesem Impact Factor in der Kategorie Gastroenterologie und Hepatologie an dritter Stelle von 76 Zeitschriften geführt.
Chefherausgeberin ist Natalie J. Wood, die beim Verlag angestellt ist.